# 顾雅明
顾雅明（英語：Peter Ah-Ming Koo, 1952年9月5日—）是一位美国华裔政治人物，纽约市议会第20选区市议员。

## 生平
1952年出生于中国上海，后搬迁至英属香港，1971年移民至美国，1975年毕业于新墨西哥大学药学院，靠在肯德基和唐恩都乐赚取最低工资支付学费。后成为药剂师有五家药品连锁店。2010年1月1日当选纽约市议会第20选区市议员。2012年将政党从美国共和党转向美国民主党。

## 家庭
顧雅明與程麗珍（Bernadette Ching Koo）結縭，共育有1子1女。兒子為顧崇輝（Timothy Koo），1984年出生:46；女兒為顧安婷（Tiffany Koo），1986年出生。